# Shinrin-yoku

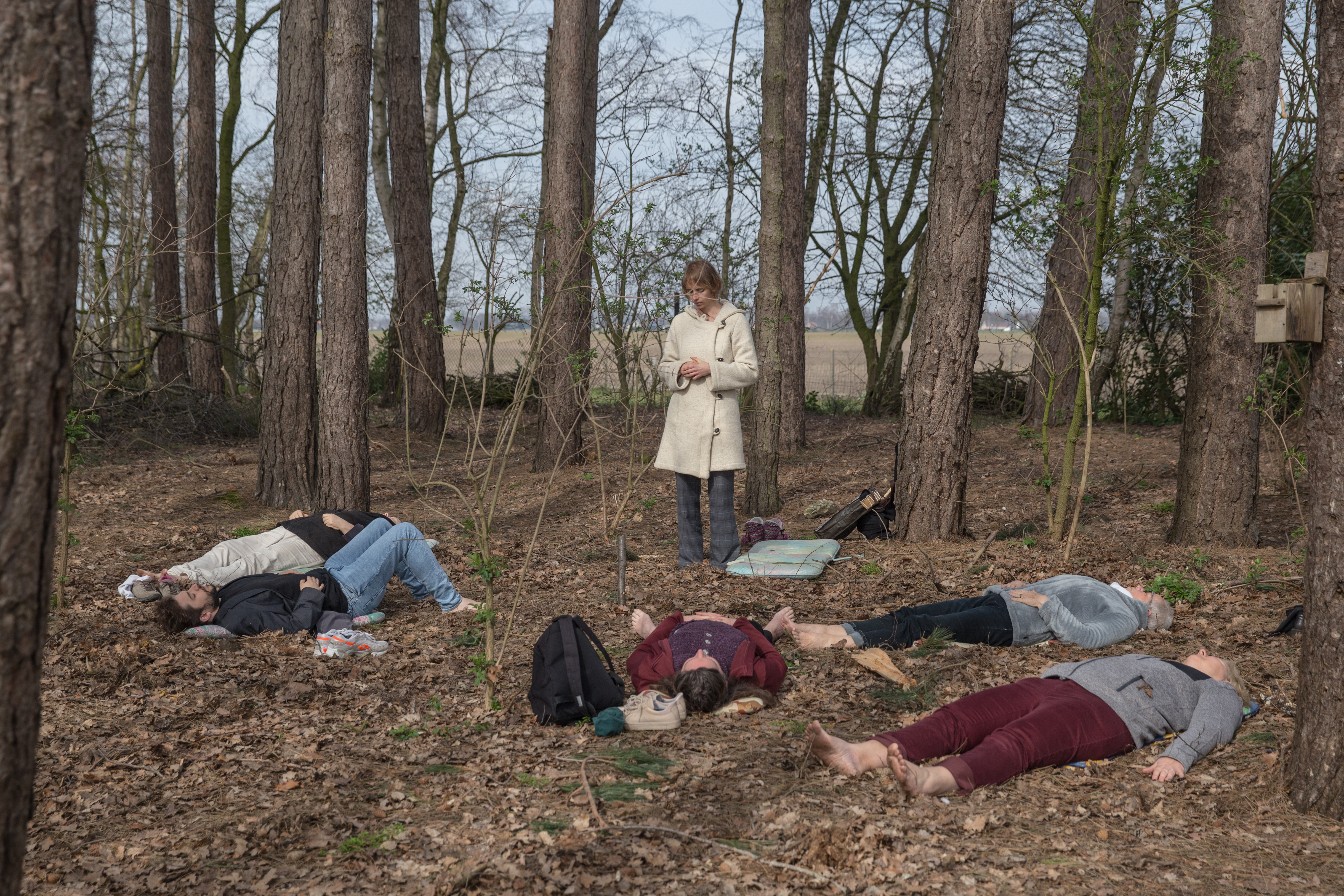
Shinrin-yokusessie in Kinrooi.

Shinrin-yoku (森林浴) (bosbaden) is een therapievorm waarbij de zintuigen worden blootgesteld aan de bosatmosfeer om de gezondheid te verbeteren. Het is ontstaan in Japan in de jaren 80 van de 20e eeuw en van daaruit verspreid over de rest van de wereld. Vanaf het begin van de 21e eeuw is er onderzoek gedaan naar de positieve effecten van bosbaden op de gezondheid, vooral in Japan maar ook daarbuiten. Bosbaden wordt nu ook in Nederland steeds bekender en er zijn opleidingen, boeken en workshops over.

## Geschiedenis
Bosbaden is een natuurtherapievorm die zijn oorsprong vindt in Japan. In 1982 werd de term bosbaden, in het Japans ‘shinrin-yoku’, voor het eerst gebruikt door het Japanse ministerie van Landbouw, Bosbouw en Visserij Een bosbad-sessie werd geïntroduceerd als een vorm van recreatief wandelen in de boslucht als stimulans om vaker de natuur in te gaan. In de jaren erna is bosbaden in Japan uitgegroeid tot een therapievorm die wordt gebruikt als preventieve zorg. Tot 2004 was er geen wetenschappelijk bewijs voor de therapeutische effecten van bosbaden. In 2005 is door het Japanse ministerie van Landbouw, Bosbouw en Visserij een tweejarig wetenschappelijk onderzoek in gang gezet naar het effect van bosbaden. Sinds die tijd is er ook elders onderzoek gedaan naar de effecten van bosbaden, met name in Azië maar ook in Polen en Servië. In Nederland is nog geen onderzoek gedaan naar bosbaden maar wel naar de positieve effecten van natuur en groen op de gezondheid.

## Bosbaden in de praktijk
Een bosbad-sessie bestaat meestal uit een boswandeling met bijvoorbeeld ademyoga, mindfulness, meditatie, wandelen of andere (recreatieve) activiteiten. Dr. Qing Li doet sinds 2004 onderzoek naar bostherapie en bosbaden en beschreef in zijn boek in 2018 hoe bosbaden werkt. Hij adviseert mobiele telefoons en camera’s thuis te laten en langzaam en zonder doel door het bos te wandelen. Als locatie voor een bosbad-sessie heeft een bos de voorkeur, maar een park met bomen voldoet ook. Tijdens het bosbaden is het belangrijk om langzaam te lopen en je onder te dompelen in de bosatmosfeer. Daarbij worden alle vijf de zintuigen blootgesteld aan de bosrijke omgeving: voelen, ruiken, proeven, horen en zien.
In 2018 hebben Natascha Boudewijn en Annette Lavrijsen boeken geschreven als handleiding voor bosbaden in Nederland. Lavrijsen beschrijft oefeningen en benadert bosbaden vanuit de vijf Japanse elementen: aarde, water, vuur, wind en leegte. Boudewijn werkt met de methode die is opgezet door de Association of Nature and Forest Therapy. Daarin wordt een bosbad-sessie opgebouwd uit ‘invitations’ (oefeningen) die een bepaald doel dienen, waaronder ‘het begin’, ‘de afronding’ en een of meer gekozen oefeningen daartussenin.

## Gezondheidseffecten
Diverse Japanse studies hebben aangetoond dat bosbaden kan zorgen voor herstel van de psychologische en fysieke gezondheid van de mens. Voorbeelden van gemeten effecten zijn verlaging van de hartslag en bloeddruk en afname van het stresshormoon cortisol. Ook is bosbaden bewezen effectief voor het verminderen van depressie, angst en agressie. Dr. Qing Li stelde in een interview in november 2020: “Een bosbad van twee uur heeft al een positief effect op je gezondheid”. Als positieve effecten van bosbaden noemt hij ook versterking van het immuunsysteem, beter slapen, afname van stress en vermoeidheid en verlaging van hartslag en bloeddruk.
Andere gezondheidseffecten die worden genoemd bij bosbaden zijn: toenemen van positieve gevoelens, verlagen van het adrenaline-peil en de activiteit van het sympathisch zenuwstelsel (het ‘fight or flight’-systeem), activeren van het parasympathisch zenuwstelsel (herstelsysteem), bestrijden van kanker, verlagen van het bloedsuikerpeil, verbeteren van het geheugen en verhogen van de creativiteit en het probleemoplossend vermogen. Summers en Vivian hebben een uitgebreid literatuuronderzoek gedaan naar de effecten van verschillende vormen van ‘ecotherapie’ op de gezondheid van de mens. Zij concluderen dat contact met de natuur in allerlei opzichten positieve effecten heeft op het welbevinden en de gezondheid van mensen gedurende hun hele leven. Meer en groter opgezet experimenteel onderzoek kan in de toekomst de effecten van bosbaden nog beter analyseren en aantonen.
In Nederland is vooral onderzoek gedaan naar de positieve effecten van natuur en groen op de gezondheid. Door Mark Mieras en IVN is in 2020 een witboek samengesteld waarin vele positieve effecten van natuur op de gezondheid staan beschreven. Wandelen in een groene omgeving verhoogt bijvoorbeeld de concentratie, verbetert het vermogen tot zelfreflectie, verlaagt de bloeddruk en hartslag en verhoogt de gezondheid van het hart. Ook leidt een groene omgeving tot een positievere werkhouding en minder stress.

## Actuele ontwikkelingen in Nederland en daarbuiten
Bosbaden heeft in Nederland en omliggende landen de afgelopen jaren meer bekendheid gekregen. Rond 2016 begon bosbaden op te komen in België en werd erover geschreven in verschillende tijdschriften, zoals in Elle in 2018. Later volgden artikelen in Nederland in onder andere Flow (2018) en Libelle (2020) over de positieve effecten van bosbaden, zoals vermindering van stress en activering van het immuunsysteem. Verschillende organisaties bieden workshops en cursussen aan voor bosbaden. Er bestaan ook diverse gecertificeerde opleidingen tot bosbaden-coach, shrinrin-yoku-natuurgids of ‘forest-therapy guide’ in Nederland en in het buitenland. In België werd bosbaden in 2018 als therapievorm gesubsidieerd door de overheid voor werknemers als vorm van loopbaanbegeleiding. In Japan is bosbaden in 1982 opgenomen in het nationale gezondheidsprogramma.